# Rampage (2018)
Rampage is een Amerikaanse monsterfilm uit 2018, geregisseerd door Brad Peyton en gebaseerd op de gelijknamige computerspelen van Midway Games.

## Verhaal
Davis Okoye (Dwayne Johnson) is een primatoloog die vriendschap heeft gesloten met een zeldzame albino gorilla genaamd George. Door in contact te komen met een experimenteel serum begint George enorm te groeien en agressiever te worden. Okoye roept de hulp in van Dr. Kate Caldwell (Naomie Harris), een genetisch wetenschapper. De problemen worden nog groter als blijkt dat ook een spitssnuitkrokodil in de Everglades en een wolf in een bos in Wyoming besmet zijn. 

## Rolverdeling
| Acteur              | Personage         |
| ------------------- | ----------------- |
| Dwayne Johnson      | Davis Okoye       |
| Naomie Harris       | Dr. Kate Caldwell |
| Malin Åkerman       | Claire Wyden      |
| Jeffrey Dean Morgan | Harvey Russell    |
| Jake Lacy           | Brett Wyden       |
| Joe Manganiello     | Burke             |
| Marley Shelton      | Dr. Kerry Atkins  |
| P.J. Byrne          | Nelson            |
| Demetrius Grosse    | Kolonel Blake     |

## Productie
Warner Bros. verkreeg in 2009 de filmrechten van het arcadespel Rampage uit 1986 toen ze Midway Games voor 33 miljoen US$ opkochten.
De filmopnamen gingen van start op 17 april 2017 in Chicago, Illinois.

## Release en ontvangst
Rampage ging in Noord-Amerika op 13 april 2018 in première in de bioscopen in RealD 3D en IMAX, een week eerder dan voorzien wegens de verplaatsing van de bioscooppremière van Avengers: Infinity War naar 27 april. Op 1 mei had de film al wereldwijd een opbrengst van 336,4 miljoen US$. De film kreeg gemengde kritieken van de filmcritici met een score van 51% op Rotten Tomatoes, gebaseerd op 205 beoordelingen.